# Jakob Ulfeldt (rigskansler)
 Der er flere personer med dette navn, se Jakob Ulfeldt.
Jakob Ulfeldt (født 25. juni 1567 på Bavelse, død 25. juni 1630 i Nyborg) var en dansk rigskansler, diplomat, opdagelsesrejsende og søn af rigsråd Jakob Ulfeldt.
Ulfeldt foretog fra 1581 særdeles vidtløftige udenlandsrejser, der endog strakte sig til Grækenland, Tyrkiet, Rhodos, Cypern, Syrien og Ægypten. Først i 1597 vendte han hjem. Ulfeldt var i den følgende tid lensmand på forskellige slotte, blev i 1607 medlem af rigsrådet og i 1609 rigskansler. Den verdenserfaring og den sprogkunskab, som Ulfeldt havde erhvervet sig på sine rejser, førte naturlig til, at han blev meget benyttet ved underhandlinger med udlandet, et hverv, hvortil hans rolige og mæglende optræden gjorde ham særdeles velskikket. Der var næsten ikke et år, i hvilket han ikke var ude i en eller anden diplomatisk sendelse. Som de vigtigste kan nævnes hans sendelse til Nederlandene i 1621, der førte til afslutningen af en traktat, hans sendelse sammesteds hen i 1625, som ligeledes affødte en traktat, og hans deltagelse i fredsforhandlingerne i Lübeck i 1629.